# Thryptomene costata
Thryptomene costata är en myrtenväxtart som beskrevs av Barbara Lynette Rye och Malcolm Eric Trudgen. Thryptomene costata ingår i släktet Thryptomene och familjen myrtenväxter. Inga underarter finns listade i Catalogue of Life.